# Josef Antonín Hůlka
Josef Antonín Hůlka (ur. 10 lutego 1851 w Velenovach, zm. 10 lutego 1920) – czeski duchowny rzymskokatolicki, biskup czeskobudziejowicki.

## Biografia
18 lipca 1875 w Czeskich Budziejowicach otrzymał święcenia prezbiteriatu i został kapłanem diecezji czeskobudziejowickiej. Był kanonikiem diecezjalnym oraz kanclerzem konsystorza biskupiego.
4 grudnia 1907 cesarz Franciszek Józef I mianował go biskupem czeskobudziejowickim. 16 grudnia 1907 nominację zatwierdził papież Pius X. 6 stycznia 1908 przyjął sakrę biskupią z rąk arcybiskupa praskiego kard. Lva Skrbenskiego z Hříště. Współkonsekratorami byli biskup hradecki Josef Doubrava oraz biskup pomocniczy praski Václav Antonin Frind.
Urząd pełnił do śmierci. Pochowany został na cmentarzu św. Otylii w Czeskich Budziejowicach.